# Psychotria exellii
Psychotria exellii är en måreväxtart som beskrevs av R.Alves, Figueiredo och Aaron Paul Davis. Psychotria exellii ingår i släktet Psychotria och familjen måreväxter. Inga underarter finns listade i Catalogue of Life.